# Marek Dziuba
Marek Dziuba (Łódź, 19 de dezembro de 1955) é um ex-futebolista polonês. 
Ele competiu na Copa do Mundo FIFA de 1982, sediada na Espanha, na qual a seleção de seu país terminou na terceira colocação dentre os 24 participantes.